# بيئة تطوير متكاملة

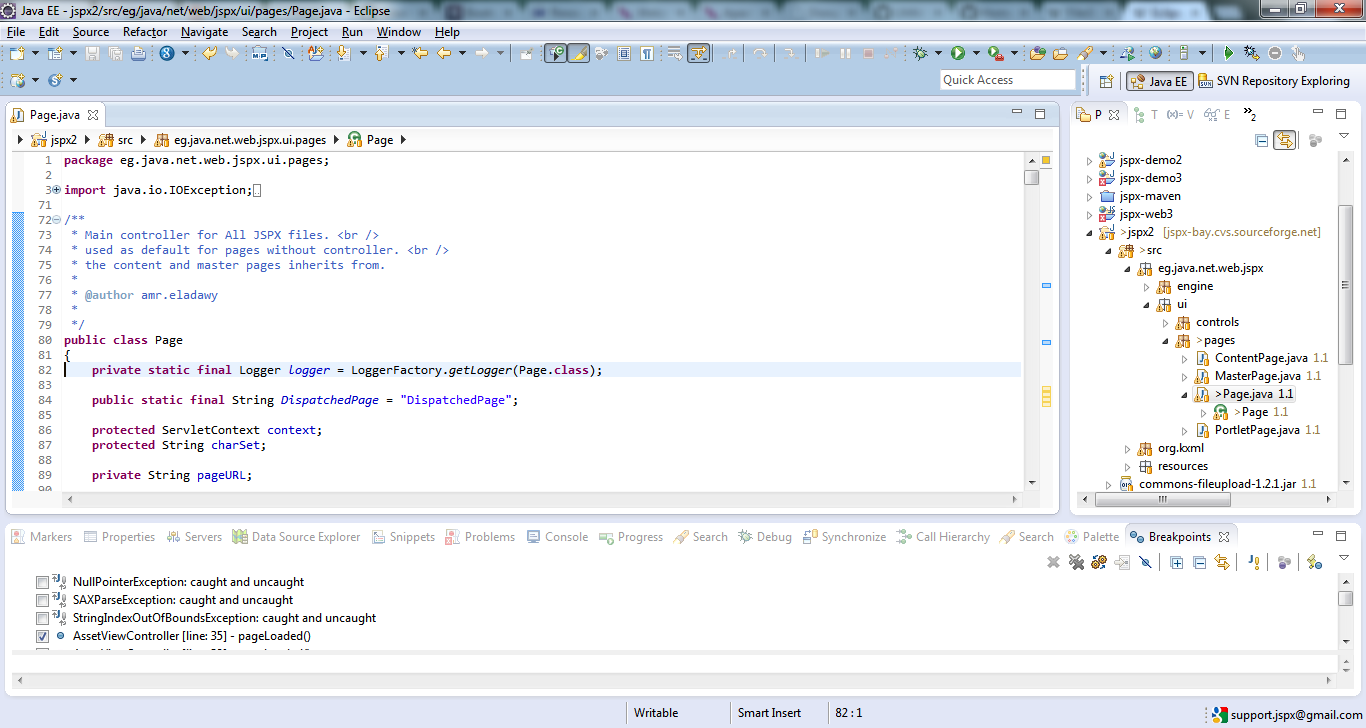
إكلبس بيئة تطوير متكاملة للغة الجافا

بيئة التطوير المتكاملة (بالإنجليزية: Integrated development environment) أو اختصارا (IDE) هي حزمة من البرمجيات التي توفر تسهيلات شاملة للمبرمجين وتساعدهم في تطوير البرمجيات. تتألف بيئة التطوير عادة من أداة تحرير نصوص لكتابة شيفرة المصدر للبرامج، مترجم أو مفسر، أدوات لأتمتة بناء البرامج، كما تحوي عادة برنامج تتبع للبحث عن الأخطاء والمشاكل أو ما يسمى المنقح. وأحيانًا قد تحوي تكاملًا مع ضبط النسخ أو تتبع الفروقات (CVS). وأدوات أخرى تتنوع من بيئة لأخرى.

## مكونات بيئة التطوير المتكاملة
- محرر شفرة المصدر.
- مترجم أكواد الحاسوب.
- أدوات لأتمتة بناء البرامج.
- مصحح الأخطاء.

## أمثلة على بيئات التطوير المتكاملة
- كي ديفيلوب
- نت بينز
- إكليبس.
- مايكروسوفت فيجوال ستوديو
- إيماكس
- جيني
- جي بيلدر
- شارب ديفيلوب
- مونو ديفيلوب
- كود:: بلوكس
- ديف سي++
- كيوتي
- أندرويد استوديو
- ابتانا ستوديو